# Соммье, Стефано
Ка́рло Пье́тро Сте́фано Соммье́ (итал. Carlo Pietro Stefano Sommier; 1848—1922) — итальянский ботаник французского происхождения.

## Биография
Стефано Соммье родился 20 мая 1848 года во Флоренции во французской семье. В 1869 году принял итальянское гражданство. С 1870 года занимался изучением флоры Италии, путешествовал по Тосканскому архипелагу, Сардинии, Сицилии, Лампедузе, Линозе и Пантеллерии, а также по материковой части Италии (Абруццо). В 1887 году он посетил Крым и Кавказ. В 1878 и 1884 Соммье ездил в Норвегию. Между этими двумя поездками на север он путешествовал по Сибири, Киргизии и Казахстану.
В 1888 году Соммье принял участие в создании Итальянского ботанического общества. На протяжении 8 лет он возглавлял эту организацию.
Затем Стефано Соммье вместе с другим франко-итальянским ботаником Эмилио Левье вновь отправился на Кавказ. Возвращаясь в Италию, Левье и Соммье исследовали флору Греции и Турции. В 1907 году Соммье отправился на свою последнюю экспедицию на Мальту.
В 1907 году Уппсальский университет присвоил Стефано Соммье почётную степень доктора медицины (doctor medicinae honoris causa).
Карло Пьетро Стефано Соммье скончался 3 января 1922 года.

## Некоторые научные работы
- Sommier, S. Un'estate in Siberia. — Firenze, Torino, Roma, 1885. — 634 p.
- Sommier, S. L'Isole del Giglio. — Torino, 1900. — 164 p.
- Levier, E.; Sommier, S. Enumeratio plantarum in Caucaso lectarum. — Petropolis & Florentiae, 1900. — 586 p.
- Sommier, S. La flora dell' Arcipelago Toscano. — Firenze, 1903. — 109 p.
- Sommier, S. Le isole pelagie. — Firenze, 1908. — 344 p.
- Sommier, S. L'Isola di Pianosa. — Firenze, 1909—1910. — 177 p.
- Sommier, S.; Caruana Gatto, A. Flora melitensis nova. — Firenze, 1915. — 502 p.
- Sommier, S. Flora dell'isola di Pantellaria. — Firenze, 1922. — 110 p.

## Роды, названные в честь С. Соммье
- Sommierella Borzí, 1907
- Sommieria Becc., 1877